# 敖厂长
敖厂长（1988年11月10日—），中国大陆網路播客、電子遊戲娱乐評論員，曾活跃于bilibili弹幕网以及YouTube，在bilibili弹幕网拥有约575.9万粉丝。自稱成都養雞二廠（虛構地點）名譽廠長，出生于中國四川成都，毕业于西南石油大学。以四川話和尖锐的语句吸引观众，擅长影片后期处理。2008年在百度贴吧“命令与征服吧”发布《囧的呼唤》第一期视频，《囧的呼唤》系列影片是中国大陆点击率最高的游戏讲解类视频之一。本名敖翔，网传的真名敖缘凤也只是出自囧的呼唤中敖厂长对自己虚拟形象的设定，本人在其微信公众号中表示自己其实并不姓敖。。2022年，因敖厂长在bilibili发布的影片《Steam壁纸软件沦为灰色地带背后的辛酸》争议问题，导致本人从2023年至2024年初停止活跃于各大平台。

## 个人经历
敖厂长于2008年开始制作以游戏娱乐讲解和游戏文化探讨为主旋律的在线系列影片《囧的呼唤》，并在百度贴吧命令与征服吧进行周期性更新。早期在《囧的呼唤》中以“流精电视台主持人Mr. Jiong（囧先生）”的身份出现，作品大多上传到bilibili和优酷（目前在优酷上已停更）。他曾以敖尼玛的身份客串《暴走大事件》（第四季還有出現），后来的《敖尼玛的脱口秀》和《暴走敖尼玛》也是经暴走漫画发布的。
2013年6月26日，敖厂长在百度贴吧发帖承认自己抄袭另外一位游戏解说人“老E”的行为，并进行道歉。
2014年9月，在bilibili发布的游戏区报告中，敖厂长的Minecraft系列点击硬币数为第一名。
2015年6月，敖厂长指责杂志《电脑爱好者》在2015年12期第21页关于极品飞车1的介绍完全照搬《囧的呼唤》179期内容，后该杂志社道歉。
2016年9月，敖厂长的YouTube频道获得了10万订阅数，获得官方创作者奖（YouTube Creator Awards）颁发的白银播放按钮（Silver Play Button），成为中国大陆游戏播客的第一人。
2017年3月9日，敖厂长删除《囧的呼唤》第214期影片（影片中指责游族的《盗墓笔记》（影片未公开运营商为游族并遮挡游戏名称）虚假宣传），在微博上表示“关键时刻还是得服软”“不想因为自己的兴趣爱好被人威胁”。不久后这条微博被删除。其后游族发表声明，否认威胁敖厂长，相关的素材获得使用权。但相同的影片在 YouTube 上仍能看到。
2019年10月17日，敖廠長在bilibili發布《中國超強遊戲IP登陸Steam》，為遊戲《西遊記之大聖歸來》推廣。他在影片中大力稱讚遊戲的製作和表現，但許多玩家遊玩後發現遊戲的品質，與敖廠長口中描述不符，引發部分網友口誅筆伐。此後敖廠長也發文致歉，稱自己一味追求合同要求的推廣效果，而摒棄了雜談影片應有的客觀性，影片也在之後被刪除。
2020年4月24日，敖廠長宣布未来将在bilibili进行直播活动。后于7月5日正式入駐bilibili。
2022年11月，敖厂长在bilibili发布了涉嫌为“懒设计”app做宣传的视频《steam壁纸软件沦为灰色地带背后的辛酸》，视频中讨论了Steam平台中《Wallpaper Engine》（壁纸引擎）的敏感内容和审核压力，把《Wallpaper Engine》和灰色产业联系在了一起。许多网友认为敖厂长此次视频内容欠妥，担心视频会导致《Wallpaper Engine》乃至Steam平台在中国大陆进一步受限制，视频中“捧一贬一”的宣传方式也让部分网友非常反感。虽然敖厂长很快删除了视频（但相關爭議视频已經遭到備份，目前在 YouTube 上仍能看到），但未能阻止事件发酵，敖厂长的bilibili账号粉丝数量在短时间内骤减，“懒设计”在应用下载平台上被大量网友打出“差评”。敖厂长的账号也因此停止更新直至2023年3月，随后再度停更。目前敖厂长的评论区仍在管控言论。
2024年5月31日，敖廠長重啟《囧的呼唤》，並在YouTube和微博发布「有的IP看似或者 其实已经死了」的影片，但網友看法兩極，微博方面因Wallpaper Engine事件延燒導致大批大陸網友仍然不買帳，並揚言取關，但YouTube方面則是有不少網友直呼「辣個男人回來了！」。

## 主要作品
| 作品               | 主要内容                                                                         | 状态     |
| ------------------ | -------------------------------------------------------------------------------- | -------- |
| 《囧的呼唤》       | 游戏娱乐讲解，游戏文化探讨，遊戲歷史探討，求証網路流言等内容                     | 連載中   |
| 《反·囧的呼唤》    | 内容为纯游戏讲解，开头带有网游及其他网站的30秒广告，目的是为防癌抗癌公益组织筹款 | 已完结   |
| 《MC厂长》         | 对游戏《Minecraft》进行解说                                                      | 已完结   |
| 《丧尸厂长》       | 对游戏《丧尸围城》进行解说                                                       | 已完结   |
| 《公寓厂长》       | 对神秘游戏《史丹利的寓言》进行解说                                               | 已完结   |
| 《我不是吃货》     | 敖厂长出品的黑暗料理调侃类视频                                                   | 暫停連載 |
| 《敖尼玛的脱口秀》 | 与暴走漫画合作出品，但半途而废                                                   | 已完结   |
| 《暴走敖尼玛》     | 暴走漫画出品，以小零食评测和评论社会现象为主，也有其它内容                       | 已完结   |
| 《迷你敖》         | 敖厂长进行各种游戏实况解说                                                       | 暫停連載 |
| 《泰拉瑞敖》       | 敖厂长进行直播玩《泰拉瑞亚》时的节选                                             | 已完结   |
| 《敖物志》         | 数碼區評測視頻                                                                   | 暫停連載 |
| 《老张三国》       | 敖厂长用三國卡片談了三國的幾位知名人物                                           | 暫停連載 |
| 《游戏杂谈》       | 敖厂长談遊戲                                                                     | 暫停連載 |

### 类似事件
- 刘睿哲事件
- 肖战事件
- LexBurner事件